# Agenor Muñiz
Agenor Muñiz (23 lutego 1910 - 28 stycznia 1962) – piłkarz urugwajski, obrońca.
Jako piłkarz klubu Montevideo Wanderers wziął udział w turnieju Copa América 1935, gdzie Urugwaj zdobył mistrzostwo Ameryki Południowej. Muñiz zagrał we wszystkich trzech meczach - z Peru, Chile i Argentyną.
Wciąż jako gracz klubu Wanderers wziął udział w turnieju Copa América 1937, gdzie Urugwaj zajął czwarte miejsce. Muñiz, będąc kapitanem drużyny, zagrał we wszystkich pięciu meczach - z Paragwajem, Peru, Chile, Brazylią i Argentyną.
Jako piłkarz klubu CA Peñarol wziął udział w turnieju Copa América 1942, gdzie Urugwaj kolejny raz zdobył mistrzostwo Ameryki Południowej. Muñiz zagrał we wszystkich sześciu meczach - z Chile, Ekwadorem, Brazylią, Paragwajem, Peru i Argentyną. Na przemian z Roberto Portą pełnił rolę kapitana zespołu.
W 1944 roku Muñiz razem z Peñarolem zdobył jedyny w swej karierze tytuł mistrza Urugwaju.
Od 14 grudnia 1933 roku do 4 kwietnia 1943 roku Muñiz rozegrał w reprezentacji Urugwaju 31 meczów i zdobył 1 bramkę.